# مومودو موتایرو
مومودو موتایرو (انگلیسی: Momodu Mutairu؛ زادهٔ ۲ سپتامبر ۱۹۷۶) بازیکن سابق فوتبال اهل نیجریه است.
از باشگاه‌هایی که در آن بازی کرده‌است می‌توان به باشگاه فوتبال کاوازاکی فرونتال اشاره کرد.